# 매기 질런홀
마걸릿 "매기" 루스 질런홀(영어: Margalit "Maggie" Ruth  Gyllenhaal, 1977년 11월 16일 ~ )은 미국의 배우, 영화 감독이다. 그녀는 영화 감독의 스티븐 질런홀과 시나리오 작가 나오미 포너 질런홀의 딸로 배우의 제이크 질런홀의 누나이다. 질런홀은 그녀의 아버지의 영화 《나의 청춘 워터랜드》에 출연하면서 스크린에 데뷔했다. 이후 인디 컬트 영화 《도니 다코》(2001년)에 조연으로 출연했고, 그녀의 경력에 있어 중요한 전환점이 된 영화 《세크리터리》(2002년)로 비평가에 호평을 받으며 골든 글로브상 영화 뮤지컬/코미디 여우주연상에 후보 지명되었다.
질렌홀은 영화 《셰리베이비》(2006년)로 골든 글로브상 영화 드라마 여우주연상에 후보 지명되었고, 이어 《트러스트 더 맨》에 로맨틱 코미디 영화에 연이어 출연했다. 또한, 다수의 블록버스터 영화의  《월드 트레이드 센터》(2006년)와 《다크 나이트》(2008년)에 출연했다. 이후 그녀는 뮤지컬 드라마 영화 《크레이지 하트》(2009년)에서 '진 크래드독' 역할을 연기해 미국 아카데미상 여우조연상에 후보 지명되었다. 질렌홀은 《클로저》(2000년) 등의 연극 무대뿐만 아니라 《스트립 서치》(2004년) 등의 텔레비전 작품에 출연했다. 2021년 영화 《더 로스트 도터》를 통해 감독 데뷔하였다.
질렌홀은 배우의 피터 사스가드와 2002년 첫 만남 이후 2006년에 약혼하였다. 2006년에 첫째 딸 '라모나'가 태어났고, 3년 후 2009년 5월 2일에 이탈리아에서 사스가드와 결혼했다. 2012년에는 둘째 딸 '글로리아 레이'가 태어났다.
질렌홀은 정치적으로 민주주의자로 민주당과, 그녀의 남동생과 부모와 같이 미국 시민 자유 연맹을 지원하고 있다. 또한 그녀는 2003년 이라크 침공에 대한 반전 시위에 참여하고 있다. 그녀는 적극적으로 인권, 시민 자유, 빈곤 퇴치와 부모 트리거에 관여하고 있다.

## 젊은 시절
질런홀은 뉴욕에서 영화 감독의 스티븐 질런홀과 영화 제작자이자 시나리오 작가인 나오미 포너 질런홀(옛 성씨는 아치)의 딸로 태어났다. 형제로는 3살 연하의 남동생 제이크 질런홀이 있으며 배우로 활동중이다. 그녀의 아버지는 스웨덴인과 잉글랜드인의 후손으로, 스베덴보리 종교신자이며 스웨덴인의 귀족가문인 질런홀 가문의 후손으로 알려져 있다. 또한 그녀의 집안에서 마지막으로 스웨덴에서 태어난 조상이자 그녀의 증조 할아버지 "안데르스 레오나드 질런홀"은 곤충학자의 "레오나드 질런홀"의 후손이며, 스베덴보리 종교를 저술 및 인쇄와 널리 알리는것을 지원했다.
그녀의 어머니는 뉴욕에서 태어난 유대인 집안의 후손으로, 외가는 동유럽(러시아, 라트비아의 이주민)이다. 그녀의 어머니의 전 남편은 에릭 포너는 저명한 역사학자로 컬럼비아 대학교의 역사학 교수이다. 질런홀은 "주로 유대인은 문화적으로 성장했다"고 주장했지만, 그녀는 히브리어 학교에 다니지 않았다.
그녀의 부모는 1977년에 결혼, 2008년 10월에 이혼 소송을 하였다. 매기 질런홀은 출생 증명서에 자신의 이름이 '마거릿'임을 2013년까지 전혀 알고 있지 못했다가 이후, 그녀는 공식적으로 이름을 "매기"로 변경했다.
질런홀은 캘리포니아주 로스 앤젤레스에서 성장하였고, 하버드 웨스트 레이크 학교에서 공부하였다. 1995년 그녀는 하버드 웨스트 레이크 학교를 졸업하였고, 컬럼비아 대학교에 진학하면서 뉴욕으로 다시 이사를 하였고, 문학과 동부 유럽 종교를 전공한 그녀는 1999년에 예술 학사 학위를 받았다. 이후 런던으로 건너가 왕립연극예술학교에서 공부를 하였고, 그녀는 여름에 매사추세츠의 레스토랑에서 웨이트리스로 일했다.

## 경력

### 초기 경력
질런홀의 첫 영화이자 그녀의 첫 장편 영화 데뷔작은 만 15세의 나이에 출연한 《나의 청춘 워터랜드》(1992년)으로 《위험한 여인》(1993년)과 《홈그라운》(1998년)는 모든 그녀의 아버지가 감독한 영화로 그녀의 남동생 제이크와 조연으로 출연하였다. 그녀와 제이크는 그녀의 어머니와 함께 푸드 네트워크에서 방송되는 이탈리아 요리 방송의 몰토 마리오 2 에피소드에서 출연했다. 질런홀은 대학을 졸업 한 후, 《세실 B. 디멘티드》(2000년), 《라이딩 위드 보이즈》(2001년)에 조연으로 출연했다. 질런홀은 이후, 그녀의 남동생 제이크가 주연을 맡은 인디 컬트 영화 《도니 다코》(2001년)에서도 남매로 출연했다.
그녀는 버클리 레퍼토리 극장에서 공연한 패트릭 마버의 《클로저》로 연극 무대에 데뷔했고, 그녀는 평단의 호평을 받았다. 공연은 2000년 5월에 시작되어 7월 중순까지 이어졌다. 질런홀은 이외에도 《더 템페스트》, 《안토니와 클레오 파트라》, 《버터플라이 프로젝트》, 《노 엑시트》 등의 여러 다른 연극에 출연했다.

## 사생활

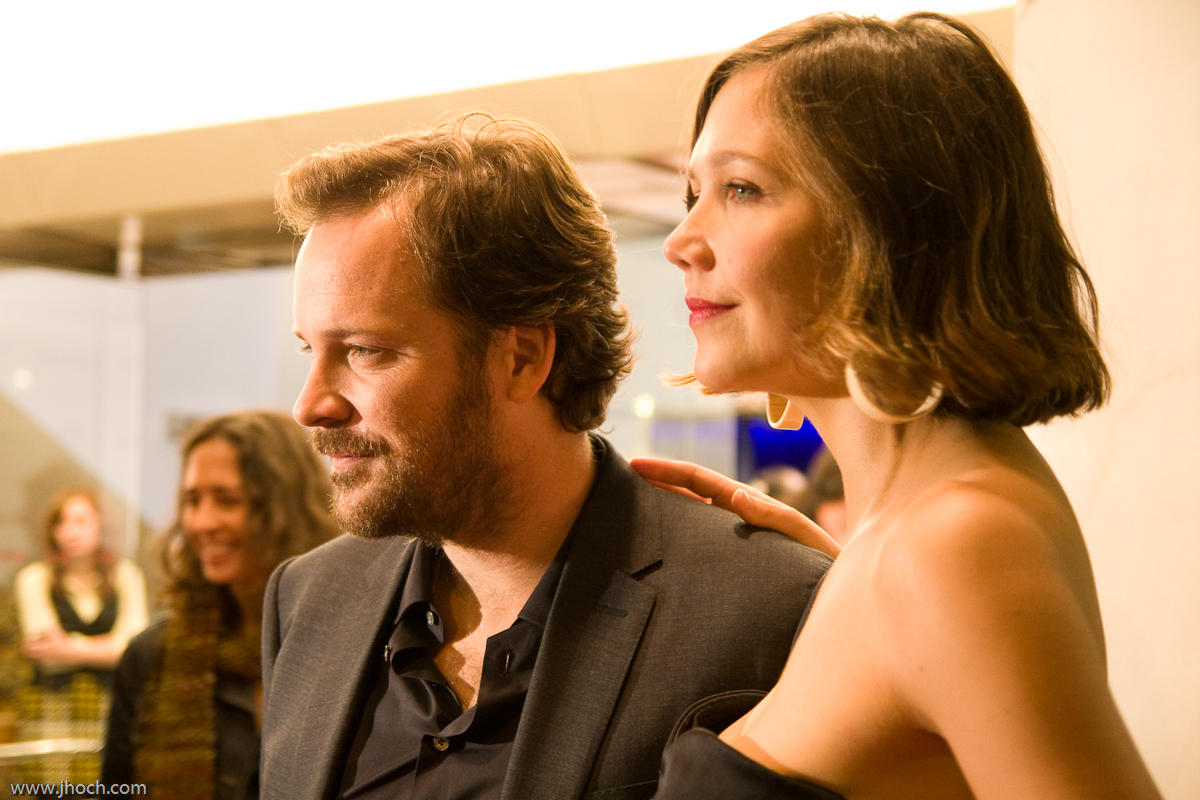
2009년 영화 《언 에듀케이션》의 뉴욕 시사회에어 매기 질런홀과 피터 사스가드

질런홀은 그녀의 동생 제이크의 친한 친구인 배우의 피터 사스가드와 2002년에 첫 만남을 가졌다. 2002년 이후,  두 사람은 2006년 4월 약혼을 발표했고, 2009년 5월 2일에 이탈리아 브린디시의 작은 예배당에서 결혼식을 올렸다. 두 사람의 슬하에는 두 딸이 있는데, 2006년 10월 3일에 태어난 첫째 딸 "라모나"과 2012년 4월 19일에 태어난 둘째 딸 "글로리아 레이"가 있다. 가족은 뉴욕 브루클린에서 거주하고 있다.

## 작품 목록

### 영화
| 년도 | 제목                                                  | 역할              | 참고                                       |
| ---- | ----------------------------------------------------- | ----------------- | ------------------------------------------ |
| 1992 | 《나의 청춘 워터랜드》 Waterland                      | 매기 룻           |                                            |
| 1993 | 《위험한 여인》 A Dangerous Woman                     | 팻시              |                                            |
| 1998 | 《홈그라운》 Homegrown                                | 크리스티나        |                                            |
| 2000 | 《더 포토그래퍼》 The Photographer                    | 미라              |                                            |
| 2000 | 《세실 B. 디멘티드》 Cecil B. Demented                | 레이븐            |                                            |
| 2001 | 《라이딩 위드 보이즈》 Riding in Cars with Boys       | 아멜리아 포레스터 |                                            |
| 2001 | 《도니 다코》 Donnie Darko                            | 엘리자베스 다코   | 동생 제이크 질런홀과 남매 역할을 연기했다. |
| 2002 | 《컨페션》 Confessions of a Dangerous Mind            | 데비              |                                            |
| 2002 | 《어댑테이션》 Adaptation.                            | 캐롤라인 커닝햄   |                                            |
| 2002 | 《40 데이즈 40 나이트》 40 Days and 40 Nights         | 샘                |                                            |
| 2002 | 《세크리터리》 Secretary                              | 리 할로웨이       |                                            |
| 2003 | 《모나리자 스마일》 Mona Lisa Smile                   | 지젤 레비         |                                            |
| 2003 | 《카사 데 로스 바비스》 Casa de los Babys             | 제니퍼            |                                            |
| 2004 | 《크리미널》 Criminal                                 | 크리미널          |                                            |
| 2005 | 《그레이트 뉴 원더풀》 The Great New Wonderful        | 에미              |                                            |
| 2005 | 《해피 엔딩》 Happy Endings                           | 쥬드              |                                            |
| 2006 | 《스트레인저 댄 픽션》 Stranger than Fiction          | 안나 파스칼       |                                            |
| 2006 | 《트러스트 더 맨》 Trust the Man                      | 엘레인            |                                            |
| 2006 | 《셰리 베이비》 Sherrybaby                            | 셰리 스완슨       |                                            |
| 2006 | 《사랑해, 파리》 Paris, je t'aime                     | 리즈              | '앙팡 루즈 구역' 편                        |
| 2006 | 《월드 트레이드 센터》 World Trade Center             | 앨리슨 지메노     |                                            |
| 2006 | 《몬스터 하우스》 Monster House                       | 엘리자베스 "지"   | 목소리 연기                                |
| 2007 | 《하이 폴스》 High Falls                              | 에이프릴          | 단편 영화                                  |
| 2008 | 《다크 나이트》 The Dark Knight                       | 레이첼 도스       |                                            |
| 2009 | 《어웨이 위 고》 Away We Go                           | 엘런 "LN"         |                                            |
| 2009 | 《크레이지 하트》 Crazy Heart                         | 진 크래드독       |                                            |
| 2010 | 《내니 맥피 2: 유모와 마법소동》 Nanny McPhee Returns | 이사벨 그린 부인  |                                            |
| 2011 | 《히스테리아》 Hysteria                               | 샬롯 댈림플       |                                            |
| 2012 | 《원트 백 다운》 Won't Back Down                      | 제이미 피츠패트릭 |                                            |
| 2013 | 《화이트 하우스 다운》 White House Down               | 캐롤 피너티       |                                            |
| 2014 | 《프랭크》 Frank                                      | 클라라            |                                            |
| 2021 | 《로스트 도터》 The Lost Daughter                     |                   | 감독 데뷔작, 각본도 맡음                   |
| 2025 | 《더 브라이드!》 The Bride!                           |                   | 연출, 각본                                 |

### 텔레비전
| 년도 | 제목                                                                                             | 역할          | 참고          |
| ---- | ------------------------------------------------------------------------------------------------ | ------------- | ------------- |
| 1996 | Shattered Mind                                                                                   | 의류매장 점원 | TV 영화       |
| 1998 | The Patron Saint of Liars                                                                        | 로렌 토마스   | TV 영화       |
| 1999 | 《레저렉션》 Resurrection                                                                        | 메리          | TV 영화       |
| 1999 | 《셰이크 래틀 앤드 롤: 앤 아메리칸 러브 스토리》 Shake, Rattle, and Roll: An American Love Story | 노렌 빅슬러   | TV 영화       |
| 2004 | 《스트립 서치》 Strip Search                                                                     | 린다 사이크스 | TV 영화       |
| 2012 | Discovery's "Curiosity                                                                           | 진행자        | 다큐멘터리    |
| 2012 | The Corrections                                                                                  | 데니스        | TV 영화       |
| 2014 | The Honourable Woman                                                                             | 네사 스타인   | TV 미니시리즈 |

## 수상 및 후보 목록
| 연도   | 상                                                        | 부분                                           | 결과 | 작품                                     |
| ------ | --------------------------------------------------------- | ---------------------------------------------- | ---- | ---------------------------------------- |
| 2002년 | 시카고 영화 비평가협회                                    | 최우수 신인 연기상                             | 수상 | 《컨페션》 《어댑테이션》 《세크리터리》 |
| 2002년 | 보스턴 영화 비평가협회                                    | 최우수 여우주연상                              | 수상 | 《세크리터리》                           |
| 2002년 | 센트럴 오하이오 영화 비평가협회                           | 최우수 여우주연상                              | 수상 | 《세크리터리》                           |
| 2002년 | 디렉터스 위크 어워즈                                      | 최우수 여우주연상                              | 수상 | 《세크리터리》                           |
| 2002년 | 플로리다 영화 비평가협회                                  | 폴린 카엘 신인상                               | 수상 | 《세크리터리》                           |
| 2002년 | 고담 어워즈                                               | 주목할 만한 예술가상                           | 수상 | 《세크리터리》                           |
| 2002년 | 내셔널 보드 오브 리뷰(전미 비평가 위원회)                 | 최우수 신인 여자배우상                         | 수상 | 《세크리터리》                           |
| 2002년 | 온라인 영화 비평가협회                                    | 최우수 신인 연기상                             | 수상 | 《세크리터리》                           |
| 2002년 | 파리 필름 페스티벌 어워즈                                 | 최우수 여우주연상                              | 수상 | 《세크리터리》                           |
| 2002년 | 엠파이어상                                                | 여우주연상                                     | 후보 | 《세크리터리》                           |
| 2002년 | 골든 글로브상                                             | 영화 뮤지컬 코미디 여우주연상                  | 후보 | 《세크리터리》                           |
| 2002년 | 인디펜던트 스피릿 어워즈                                  | 최우수 여우주연상                              | 후보 | 《세크리터리》                           |
| 2002년 | MTV 무비 어워즈                                           | 최고의 신인 연기상                             | 후보 | 《세크리터리》                           |
| 2002년 | 내셔널 소사이어티 오브 필름 크리틱스(전미 비평가 협회)    | 최우수 여우주연상                              | 2위  | 《세크리터리》                           |
| 2002년 | 온라인 영화 비평가협회                                    | 최우수 여우주연상                              | 후보 | 《세크리터리》                           |
| 2002년 | 포닉스 영화 비평가협회                                    | 최우수 여우주연상                              | 후보 | 《세크리터리》                           |
| 2002년 | 포닉스 영화 비평가협회                                    | 최우수 신인상                                  | 후보 | 《세크리터리》                           |
| 2002년 | 샌디에이고 영화 비평가협회                                | 최우수 여우주연상                              | 2위  | 《세크리터리》                           |
| 2002년 | 새틀라이트 어워즈(국제비평가협회상)                       | 영화 뮤지컬 코미디 부분 최우수 여우주연상      | 후보 | 《세크리터리》                           |
| 2002년 | 토론토 영화 비평가협회                                    | 최우수 여우주연상                              | 후보 | 《세크리터리》                           |
| 2002년 | 밴쿠버 영화 비평가협회                                    | 최우수 여우주연상                              | 후보 | 《세크리터리》                           |
| 2002년 | 워싱턴 D.C. 아레아 영화 비평가협회                        | 최우수 여우주연상                              | 2위  | 《세크리터리》                           |
| 2005년 | 인디펜던트 스피릿 어워즈                                  | 최우수 여우조연상                              | 후보 | 《해피 엔딩》                            |
| 2006년 | 새턴 어워즈                                               | 최우수 여우주연상                              | 후보 | 《스트레인저 댄 픽션》                   |
| 2006년 | 카를로비 바리 국제 영화제                                 | 최우수 여우주연상                              | 수상 | 《셰리베이비》                           |
| 2006년 | 밀라노 국제영화제                                         | 최우수 여우주연상                              | 수상 | 《셰리베이비》                           |
| 2006년 | 프리즘 어워즈                                             | 장편 영화 부분 최우수 연기상                   | 수상 | 《셰리베이비》                           |
| 2006년 | 스톡홀름 국제 영화제                                      | 최우수 여우주연상                              | 수상 | 《셰리베이비》                           |
| 2006년 | 시카고 영화 비평가협회                                    | 최우수 여우주연상                              | 후보 | 《셰리베이비》                           |
| 2006년 | 골든 글로브상                                             | 영화 드라마 부분 최우수 여우주연상             | 후보 | 《셰리베이비》                           |
| 2006년 | 런던 영화 비평가협회                                      | 올해의 여우주연상                              | 후보 | 《셰리베이비》                           |
| 2006년 | 새틀라이트상(국제비평가협회상)                            | 영화 드라마 부분 최우수 여우주연상             | 후보 | 《셰리베이비》                           |
| 2006년 | 애니 어워즈(국제 애니메이션 영화 협회상)                  | 애니메이션 장편 영화 부분 최우수 보이스 연기상 | 후보 | 《몬스터 하우스》                        |
| 2008년 | 센트럴 오하이오 영화 비평가협회                           | 최우수 연기 앙상블상                           | 수상 | 《다크 나이트》                          |
| 2008년 | 피플 초이스 어워즈                                        | 좋아하는 캐스트상                              | 수상 | 《다크 나이트》                          |
| 2008년 | 크리틱스 초이스 무비 어워즈(미국 방송 영화 비평가 협회상) | 최우수 연기 앙상블상                           | 후보 | 《다크 나이트》                          |
| 2008년 | 새턴 어워즈                                               | 최우수 여우주연상                              | 후보 | 《다크 나이트》                          |
| 2009년 | 프리즘 어워즈                                             | 장편 영화 부분 최우수 연기상                   | 수상 | 《크레이지 하트》                        |
| 2009년 | 미국 아카데미상                                           | 최우수 여우조연상                              | 후보 | 《크레이지 하트》                        |
| 2009년 | 댈러스 포스 워스 영화 비평가협회                          | 최우수 여우조연상                              | 후보 | 《크레이지 하트》                        |